# 뉴먼 애슬레틱스
뉴먼 애슬레틱스(Numan Athletics, ニューマンアスレチックス)는 1993년에 남코가 발매한 아케이드 스포츠 게임이다. 남코 기존의 NA-1을 강화한 남코 NA-2 시스템으로 개발됐다.
자동차를 앞서지르는 달리기 경주나 수 톤짜리 미사일 던지기같은 보통 인간으로서는 불가능한 경기를 하는 가상의 올림픽을 배경으로 하며, 마찬가지로 범인을 훨씬 능가하는 체력을 가진 강화인간 '뉴먼' 네 사람이 모여 등수를 가린다.